# بنك قناة السويس
بنك قناة السويس هو بنك مصري، يعد شركة مساهمة مصرية، تأسس عام 1978، بموجب القانون رقم 43 الصادر عام 1974، وهو أحد بنوك القطاع الخاص في مصر، يقدم البنك خدماته المالية لعملائه من الأفراد والشركات في مصر ومن خلال فرعه في مدينة طرابلس الليبية، يبلغ رأس مال البنك 2 مليار جنيه مصري، وبلغت أرباحه في نهاية عام 2015 حوالي 195 مليون جنيه، يمتلك المصرف العربي الدولي نسبة 41.48% من رأس مال البنك، المصرف الليبي الخارجي 27.71%، صندوق العاملين بهيئة قناة السويس 10.11%، شركة العالم العربى للاستثمارات المالية 2.50%، ونسبة 18.20% مطروحة كأسهم للتداول في البورصة المصرية.
تأسس بنك قناة السويس عام 1978 بمدينة الإسماعيلية شرق مصر، وكان رأس المال المصرح به وقت ذلك 10 مليون جنيه، ورأس المال المدفوع 2.5 مليون جنيه، في عام 1982 تم إدراج أسهم بنك قناة السويس في البورصة المصرية، وفي عام 1983 تم افتتاح فرع للمعاملات الإسلامية بالدقي، وفي عام 1998 تم زيادة رأس المال المصرح به ليصبح 500 مليون جنيه، ورأس المال المدفوع ليصبح 100 مليون جنيه، وفي عام 2002 افتتح البنك أول فرع له خارج مصر وذلك في العاصمة الليبية طرابلس، وفي عام 2007 تم زيادة رأس المال المصرح به ليصبح ملياري جنيه، ورأس المال المدفوع إلى مليار جنيه مصري.

## المساهمون
تتوزع نسب المساهمين في البنك كالتالي:
- المصرف العربي الدولي (41.48%).
- المصرف الليبي الخارجي (27.71%).
- صندوق العاملين بهيئة قناة السويس (10.11%).
- شركة العالم العربى للاستثمارات المالية (2.50%).
- تداول حر بالبورصة المصرية (18.20%).

## الخدمات
يقدم البنك خدماته ومنتجاته المالية لعملائه من الأفراد والشركات وذلك من خلال فروعه البالغ عددها ثمانية واربعون فرعاً في مختلف محافظات مصر، بالإضافة إلى مكتب تمثيل للبنك بالعاصمة الليبية طرابلس، وتتنوع الخدمات ما بين الاستثمار، التجارة، بطاقات الائتمان، خدمات مالية، وخدمات المصرفية الإسلامية لكل من المؤسسات والأفراد.

## وصلات خارجية
- الموقع الرسمي لبنك قناة السويس